# エウリック法典
エウリック法典（Codex Euricianus）は、西ゴート王国において定められた法典。

## 概要
475年ころ、西ゴート王のエウリックによって定められた。ゲルマン人によって建てられた国家における最初の法典とされる。ゲルマン法を成文化したもので、ラテン語で著されている。西ゴート王国内の全住民に適用されるものではなく、ローマ系の住民に対しては、次王アラリック2世のときに定められた、ローマ法に基づく「アラリック法典」が適用された。